# گرامافون (مجله)
گرامافون (انگلیسی: Gramophone) یک ماهنامهٔ لندنی است که در زمینهٔ موسیقی کلاسیک منتشر می‌شود و به‌طور ویژه به مرور اجراها و آثار ضبط‌شدهٔ موسیقی کلاسیک می‌پردازد. این مجله را کامپتن مکنزی نویسندهٔ اسکاتلندی در سال ۱۹۲۳ بنیان گذاشت.
مجلهٔ گرامافون همچنین برگزارکنندهٔ جایزه گرامافون است که از معتبرترین جوایز در عرصهٔ موسیقی کلاسیک به‌شمار می‌رود.